# استفتاء عضوية النرويج في المجموعة الأوروبية 1972
أُجري استفتاءٌ على الانضمام إلى الجماعة الأوروبية في النرويج في 25 سبتمبر 1972. وبعد جدلٍ محتدم، فاز الرافضون بنسبة 53.5% من الأصوات. ونتيجةً لذلك، استقال رئيس الوزراء تريغفي براتيلي، الذي كان من أشدّ المؤيدين للانضمام. كانت هذه ثاني محاولةٍ للنرويج للانضمام، بعد أن استخدمت فرنسا حق النقض (الفيتو) ضدها في يناير 1963، ثمّ عارضتها مؤقتًا في عام 1967، لكنها كانت المحاولة الأولى التي أُجري فيها استفتاءٌ على شروط انضمامٍ مُتفاوضٍ عليها بالكامل.

## نتائج
| انتخاب                          | انتخاب                          | الأصوات   | %      |
| ------------------------------- | ------------------------------- | --------- | ------ |
| نعم                             | نعم                             | 971٬687   | 46.49  |
| لا                              | لا                              | 1٬118٬281 | 53.51  |
| المجموع                         | المجموع                         | 2٬089٬968 | 100.00 |
|                                 |                                 |           |        |
| الأصوات الصحيحة                 | الأصوات الصحيحة                 | 2٬089٬968 | 99.70  |
| الأصوات الباطلة والفارغة        | الأصوات الباطلة والفارغة        | 6٬388     | 0.30   |
| مجموع الأصوات                   | مجموع الأصوات                   | 2٬096٬356 | 100.00 |
| الناخبين المسجلين ومعدل الإقبال | الناخبين المسجلين ومعدل الإقبال | 2٬680٬907 | 78.20  |
| المصدر: SSB                     |                                 |           |        |